# Dolanjski Jarak
Dolanjski Jarak is een plaats in de gemeente Jastrebarsko in de Kroatische provincie Zagreb. De plaats telt 44 inwoners (2001).